# 基辛格 (密蘇里州)
基辛格（英語：Kissenger）是位於美國密蘇里州派克縣的非建制地區。

## 歷史
基辛格的郵局於1879年設立，其後於1919年停運。

## 地理
基辛格所處的海拔為高於海平面139米（即456英呎），而該地所採用的時區為UTC-6，即北美中部時區（CST）。同時該地設有夏令時間，為UTC-6調快一小時，即UTC-5（CDT）。